# Michel Théato
Michel Johann Théato (Lussemburgo, 22 marzo 1878 – Parigi, 2 aprile 1923) è stato un maratoneta lussemburghese naturalizzato francese.
Ai Giochi olimpici di Parigi 1900 fu campione olimpico nella maratona (allora lunga 40,260 km, e che Théato percorse in 2h59'45"). La sua vittoria fu contestata.

## Biografia

### La maratona di Parigi 1900
Théato lavorava a Parigi come fattorino di una panetteria e grazie alla sua attività conosceva a menadito le vie della capitale francese. Alcuni concorrenti, in particolare lo statunitense Arthur Newton, lo accusarono per questo di aver preso delle scorciatoie.
Nelle classifiche ufficiali del CIO, ancora oggi la sua medaglia viene contata come francese, solo alla fine del XX secolo è stata infatti riscoperta la sua origine lussemburghese. Anche se non ufficialmente, fu dunque lui il primo atleta del Granducato a divenire campione olimpico, mentre per le classifiche del Comitato Olimpico risulta essere Joseph Barthel (nel 1952 sui 1500 metri piani).

## Palmarès
| Anno | Manifestazione  | Sede   | Evento   | Risultato | Prestazione | Note |
| ---- | --------------- | ------ | -------- | --------- | ----------- | ---- |
| 1900 | Giochi olimpici | Parigi | Maratona | Oro       | 2h59'45"    |      |